# Колоян, Микаэл
Микаэл Колоян (21 июня 1982) — армянский спортсмен, пловец. Многократный чемпион Армении. Автор более 30 рекордов Армении. Участник олимпийских игр 2008 и 2012 годов. Лучший пловец Закавказья. Мастер спорта международного класса.

## Биография
Родился Микаэл Колоян 21 июня 1982 года в Ереване. Плаванием стал заниматься с 6 лет. В 1990-х в связи с распадом СССР и последовавшим за ним карабахским конфликтом, ушёл из спорта. Вернулся в 1995 году, но не в плавание, а в водное поло. Через несколько лет, с 1998 года, начал вновь заниматься профессиональным плаванием.

## Спортивная карьера
Микаэл Колоян, неоднократно выигрывая чемпионаты Армении, установил более 30 национальных рекордов. Участвовал на Олимпийских играх 2008 года в Пекине, где показав результат — 51,84 секунды, заняв 51 место. Участник Олимпийских игр 2012 года в Лондоне.

## Достижения
- Чемпион Армении
- Рекордсмен Армении
- Лучший пловец Закавказья